# Artefatos quimbaya

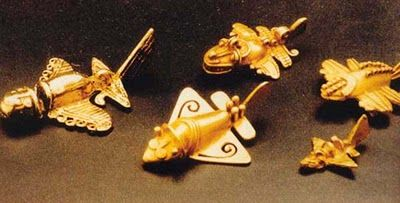
Alguns dos artefatos quimbaya.

Os artefatos quimbaya são várias dúzias de objetos de ouro, encontrados na Colômbia, feitos pela cultura quimbaya, datados por volta de 1000 dC, alguns dos quais são interpretados por teóricos dos antigos astronautas como representações de aviões modernos e, portanto, sejam artefatos fora do lugar. O conjunto das figuras, medindo de 5 a 7,5 cm cada, são descritas na arqueologia tradicional como retratações de pássaros, lagartos, anfíbios, peixes e insetos comuns naquela região e período, alguns deles altamente estilizados, como os presentes do Museu do Ouro, em Bogotá.
Em 1994, os alemães Peter Belting e Conrad Lubbers criaram modelos em escala simplificada desses objetos e mostraram que seus modelos, que não possuem algumas características complicadas presentes nas figuras reais, poderiam voar.